# Pseudohipoparatiroidismo
El pseudohipoparatiroidismo (PHP) es una entidad heterogénea que se caracteriza por hipocalcemia y resistencia a la acción biológica de la parathormona.

## Etiología
Resistencia a la acción biológica de la parathormona (PTH) circulante (PTH elevada).
El cuadro fue descrito por Fuller Albright en 1942. La PTH actúa uniéndose a un receptor de membrana, el PTH/PTHrP, el cual activa la proteína Gs y la vía del AMP cíclico. Los efectos de PTH están orientados a mantener la calcemia normal, y consisten en un aumento de la reabsorción de calcio a nivel del túbulo contorneado distal del riñón, estímulo de la transcripción de la 1  hidroxilasa renal y disminución de la reabsorción tubular de fosfato. Estas acciones pueden ser estudiadas midiendo calciuria de 24 h, calcitriol plasmático, reabsorción tubular de fosfatos y AMPc urinario, respectivamente; su adecuado equilibrio se traducirá en niveles normales de calcemia y fosfemia. 
Existen diferentes expresiones fenotípicas y bioquímicas del PHP, con diversas  etiologías, por lo que se clasifica esta entidad en subtipos (Tabla del Diagnóstico Diferencial de los tipos de PHP).
| Tipo PHP | AHO | Ca/P       | PTH    | Resistencia plunhormonal | Gs alfa mutada | AMPc u post PTH | ↑ fosfaturia post PTH |
| -------- | --- | ---------- | ------ | ------------------------ | -------------- | --------------- | --------------------- |
| I-a      | si  | ↓/↑        | ↑      | si                       | si             | no              | no                    |
| I-b      | no  | ↓/↑        | ↑      | no                       | no             | no              | no                    |
| I-c      | si  | ↓/↑        | ↑      | si                       | no             | no              | no                    |
| II       | no  | ↓/↑        | ↑      | no                       | no             | si              | no                    |
| PPHP     | si  | normal N/N | normal | no                       | si             | si              | si                    |

El PHP tipo l-a es de transmisión autosómica dominante y presenta el fenotipo Albright (AHO), consistente en braquidactilia, cara redonda, talla baja, obesidad, osificaciones subcutáneas y retardo mental. Su etiología se explica por mutaciones inactivantes del gen que codifica para la proteína Gsa (GNAS), encontrándose reducción de 50% del ARNm de dicha proteína en los fibroblastos de pacientes afectados. La presencia de mutaciones en el GNAS no es exclusiva de esta entidad, ya que ha sido descrita en pacientes que presentan el fenotipo AHO sin repercusión bioquímica, lo cual se denomina pseudopseudohipoparatiroidismo (PPHP). Es más, la misma mutación del gen GNAS puede ser responsable en miembros de una misma familia, de un PHP tipo I-a o PPHP, dependiendo si el gen mutado es transmitido por la madre o el padre, respectivamente. Este patrón en el cual el fenotipo de la enfermedad depende del origen parental del alelo mutado es lo que se denomina «imprinting».
Es posible encontrar resistencia a otras hormonas dependientes del sistema proteína Gsa, como TSH, gonadotropinas y glucagón y, últimamente, a GH.
Se establece el diagnóstico de resistencia a PTH al no lograr elevar el AMPc urinario ni obtener repuesta fosfatúrica tras la administración de PTH sintética.
El PHP tipo I-b se diferencia del tipo I-a en la ausencia del fenotipo AHO y en no presentar resistencia plurihormonal, aunque recientemente se han descrito elevaciones leves de TSH concordantes con resistencia a dicha hormona. El defecto se encuentra confinado a la acción renal de PTH, y se evidencia al no aumentar el AMPc urinario ni la fosfaturia al administrar PTH sintético. El defecto molecular ha sido mapeado en el cromosoma 20q13.3 donde se ubica el gen GNAS, se transmite con el imprinting característico del tipo I-a, pero sin afectar la región codificante de la proteína Gs9.
El PHP tipo I-c se caracteriza por presentar el fenotipo AHO, resistencia a la acción de PTH, pero una actividad de proteína Gs normal.
El PHP tipo II no presenta fosfaturia ante la administración de PTH, a pesar de que asciende el AMPc urinario, carece del fenotipo AHO, de resistencia plurihormonal y no sería de carácter familiar. Algunos autores creen que sería la expresión de un déficit de vitamina D, más que una entidad diferente, siendo la propia hipocalcemia la responsable de la resistencia renal a PTH.
El PHP tipo II parece ser, por lo tanto, una entidad heterogénea, asociada a defectos en la transmisión de la señal inducida por PTH, distales a la generación del AMPc, o que involucran otras vías de transmisión del estímulo.

## Diagnóstico
El diagnóstico se hace generalmente a edades pediátricas, ya sea por el estudio de hipocalcemia sintomática o del fenotipo que caracteriza a un determinado subgrupo. Se mide  la respuesta fosfatúrica y del AMPc urinario a la administración de PTH sintética  en las condiciones ya alcanzadas de normocalcemia y normovitaminosis D. Si ambas son normales, se configura el diagnóstico de déficit de vitamina D con hiperparatiroidismo secundario y se descarta PHP. Si sólo se logra respuesta del AMPc correspondería a un PHP II y si ambas respuestas están alteradas, el diagnóstico final sería un PHP I-b. Por último, cuando la recuperación a largo plazo de la hipocalcemia haya normalizado el hiperparatiroidismo secundario, pensamos en un adecuado nivel de sensibilidad del sensor de calcio en las células paratiroideas, productoras de PTH.